# Pearl Carr & Teddy Johnson
Pearl Carr & Teddy Johnson è stato un duo musicale formato da Pearl Lavinia Carr (Exmouth, 2 novembre 1923 – Londra, 16 febbraio 2020) e Edward Victor Johnson, detto Teddy (Surbiton, 4 settembre 1919 – Londra, 6 giugno 2018),.

## Storia del gruppo
Pearl Carr e Teddy Johnson ebbero una carriera come cantanti solisti, prima di cominciare un proficuo sodalizio personale e artistico dal 1955 quando, dopo essersi sposati, cominciarono ad esibirsi come un duo musicale. Sono noti soprattutto per aver rappresentato il Regno Unito all'Eurovision Song Contest del 1959 con il brano Sing Little Birdie, classificandosi secondi. Dopo il successo dell'Eurovision, il duo continuò ad esibirsi dal vivo e in numerosi varietà televisivi britannici, tra cui The Winifred Atwell Show. Nel 1987 fecero il loro debutto nel mondo del musical teatrale quando ricoprirono i ruoli di Emily e Theodore Whitman nella prima londinese del musical Follies in scena allo Shaftesbury Theatre con Diana Rigg e Dolores Gray; la coppia rimase nel musical per le quasi settecento repliche dello spettacolo, al termine delle quali si ritirarono dalle scene.
Entrambi trascorsero la vecchiaia nella casa di riposo Brinsworth House a Londra, dove Johnson morì nel 2018 all'età di 98 anni e successivamente anche la Carr nel 2020 all'età di 96 anni.